# Lamine Traoré
Lamine Traoré (Zainalé, 10 de junho de 1982) é um futebolista profissional burquinense que atua como defensor.

## Carreira
Lamine Traoré representou o elenco da Seleção Burquinense de Futebol no Campeonato Africano das Nações de 2000 e 2002.